# Lakkamuthanahalli, Koratagere
Lakkamuthanahalli là một làng thuộc tehsil Koratagere, huyện Tumkur, bang Karnataka, Ấn Độ.